# Hexatoma nyasicola
Hexatoma nyasicola är en tvåvingeart som först beskrevs av Alexander 1920.  Hexatoma nyasicola ingår i släktet Hexatoma och familjen småharkrankar.
Artens utbredningsområde är Malawi. Inga underarter finns listade i Catalogue of Life.